# باتلر (مریلند)
باتلر (به انگلیسی: Butler) یک منطقهٔ مسکونی در ایالات متحده آمریکا است که در شهرستان بالتیمور، مریلند واقع شده‌است.